# نبرد بلاد بختیاری (۱۱۰۲)
نبرد بلاد بختیاری (۱۱۰۲)، نبردی بود میان سپاهیان هوتکی به رهبری محمود هوتکی و لرهای بختیاری به فرماندهی قاسم خان بختیاری. سرانجام این نبرد با پیروزی بختیاری‌ها پایان یافت.
محمود با جمع‌آوری لشکری ۳۰ هزار نفری برای تصرف لرستان حرکت کرد. اما هنگامی که به بلاد بختیاری رسید، لرهای بختیاری آمادگی کامل داشتند و به سپاه او حمله‌ور شدند. بسیاری از فرماندهان نامدارش کشته شدند. محمود خشمگین شد و برای انتقام به کوه کلونه رفت، اما با بارش برف سنگین روبه‌رو شد و به مدت سه ماه در آن نواحی گرفتار ماند. در نهایت، تنها ۳ هزار نفر از لشکر ۳۰ هزار نفری او زنده ماندند و به اصفهان بازگشتند.